# بلير فيرتشايلد
بلير فيرتشايلد (بالإنجليزية: Blair Fairchild)‏ هو دبلوماسي وملحن أمريكي، ولد في 23 يونيو 1877 في بيلمونت في الولايات المتحدة، وتوفي في 23 أبريل 1933 في باريس في فرنسا.

## وصلات خارجية
- بلير فيرتشايلد على موقع ميوزك برينز (الإنجليزية)
- بلير فيرتشايلد على موقع أول ميوزيك (الإنجليزية)
- بلير فيرتشايلد على موقع ديسكوغز (الإنجليزية)